# Джаманова, Роза Умбетовна
Ро́за Умбе́товна Джама́нова (каз. Роза Үмбетқызы Жаманова; 16 апреля 1928, Актюбинск, Казакская АССР, РСФСР — 27 декабря 2013, Алма-Ата, Казахстан) — советская, казахская оперная певица (сопрано), педагог. Народная артистка СССР (1959).

## Биография
Родилась в Актюбинске.
В Уральске окончила музыкальную школу, затем, в 1949 году — музыкальное училище по классу гобоя и вокала. В 1949—1954 годах училась в Алма-Ате, в Государственном институте искусств им. Курмангазы (ныне Казахская национальная консерватория имени Курмангазы) в классе вокала у А. М. Курганова.
С 1953 года — солистка Казахского театра оперы и балета им. Абая (Алма-Ата).
Также выступала как концертная певица.
Обладала прекрасным голосом своеобразного серебристого тембра. Психологическая тонкость и глубина создаваемых ею образов, высокая вокальная культура — являются отличительными чертами её исполнительского стиля. Самый лучший, самый любимый её образ — Чио-Чио-сан в опере «Чио-Чио-Сан» Дж. Пуччини. В нём с наибольшей силой проявился многогранный талант артистки, её высокая вокальная культура.
В репертуаре ведущие партии в более чем 20-ти операх казахстанских композиторов.
С 1951 года гастролировала за рубежом (Польша (1959), Индия (1963), Канада (1967), Италия (1968), Венгрия, Финляндия, ФРГ и др.).
С 1977 года преподавала в Казахской национальной консерватории им. Курмангазы (профессор с 1987 года).
С 2003 года — консультант вокального факультета Казахской национальной консерватории им. Курмангазы.
Одна из составителей учебной программы для класса сольного пения музыкальных вузов Казахстана. Автор ряда статей и выступлений в периодической печати.
Председатель Казахского театрального общества (1962—1980), вице-президент Международного института театра (с 1968).
Член КПСС с 1963 года. Депутат районного, городского, Верховного Советов Казахской ССР 6-го созыва (1963—1967), Верховного Совета СССР 8-го созыва (1970—1974).
Скончалась 27 декабря 2013 года после инсульта в Алма-Ате. Похоронена на Кенсайском кладбище.

### Семья
- Муж — Кошмухамбетов Бахытбек (р. 1923), пенсионер. Заслуженный артист Республики Казахстан[4].

Брат – Джаманов Болат (1936 г.р).

## Награды и звания
- Заслуженная артистка Казахской ССР (1957)
- Народная артистка СССР (1959)
- Государственная премия Казахской ССР им. К. Байсеитовой (1972)
- Орден Трудового Красного Знамени (1971)
- Орден Дружбы народов (1978) — к 50-летнему юбилею[5]
- Орден Ленина (1986)
- Орден Парасат (2001)
- Медаль «В ознаменование 100-летия со дня рождения Владимира Ильича Ленина» (1970)
- Медаль «За освоение целинных земель» (1964)
- Медаль «50 лет Целине» (2004)
- Независимая общенациональная премия «Тарлан» («За вклад» в разделе «Музыка», «Клуб меценатов Казахстана», 2005)
- Почётные грамоты Киргизской ССР (1966), Комитета защиты мира (1974), Монгольской Народной Республики (1978), Эстонской ССР (1982), Чечено-Ингушской АССР (1984), КазССР (1984).

## Партии
- 1956 — «Назугум» К. Кужамьярова — Назугум
- 1963 — «Камар-Слу» Е. Рахмадиева — Камар-Слу
- 1964 — «Айсулу» С. Мухамеджанова — Айсулу
- «Кыз Жибек» Е. Брусиловского — Жибек
- «Ер-Таргын» Е. Брусиловского — Акжунус
- «Амангельды» Е. Брусиловского и М. Тулебаева — Бану
- «Абай» А. Жубанова и Л. Хамиди — Ажар
- «Биржан и Сара» М. Тулебаева —  Сара
- «Алпамыс» Е. Рахмадиева — Гульбаршин
- «Енлик-Кебек» Г. Жубановой — Енлик
- «Двадцать восемь» Г. Жубановой — Раушан[6]
- «Даиси» З. Палиашвили — Маро
- «Аида» Дж. Верди — Аида
- «Бал-маскарад» Дж. Верди — Амелия
- «Травиата» Дж. Верди — Виолетта
- «Дон Карлос» Дж. Верди — Елизавета
- «Трубадур» Дж. Верди — Леонора
- «Тоска» Дж. Пуччини — Флора
- «Богема» Дж. Пуччини — Мими
- «Чио-Чио-Сан» Дж. Пуччини — Мадам Баттерфляй
- «Фауст» Ш. Гуно — Маргарита
- «Манон» Ж. Массне — Манон
- «Лакме» Л. Делиба — Лакме
- «Паяцы» Р. Леонкавалло — Недда
- «Евгений Онегин» П. Чайковского — Татьяна
- «Иоланта» П. Чайковского — Иоланта
- «Укрощение строптивой» В. Шебалина — Катарина
- «Дубровский» Э. Направника — Маша[7].

## Дискография
- 2005 — CD «Выдающиеся мастера вокального искусства Казахстана» (Ермек Серкебаев, Роза Джаманова, Бибигуль Тулегенова, Алибек Днишев), десятый выпуск в серии «Асыл Мура»[8]

## Фильмография
- Снялась в сюрреалистическом фильме режиссёра Рустама Хамдамова «Вокальные параллели» (Vokaldy paralelder, «Казахфильм», 2005) вместе с известными казахскими оперными певцами Бибигуль Тулегеновой, Эриком Курмангалиевым и армянской оперной звездой Араксией Давтян[9][10].

## Интересные факты
- В трудовой книжке певицы всего одна запись — солистка оперы ГАТОБ им. Абая с 1953 года[11]
- Роза Джаманова и Ермек Серкебаев дольше всех в Казахстане пребывали в звании «Народный артист СССР» — 54 года (с 1959)
- Ермек Серкебаев и Роза Джаманова вместе получили Государственную премию Казахской ССР имени К. Байсеитовой 1972 года за оперу «Братья Ульяновы» Юлия Мейтуса, где Ермек пел партию Владимира Ульянова, а Роза — партию его матери Марии Александровны[12].